# Thomas Weibel
Thomas Weibel, né le 14 juillet 1954 à Horgen (originaire du même lieu et de Schongau), est une personnalité politique suisse, membre des Vert'libéraux.
Il siège au Conseil national de 2007 à 2019.

## Biographie
Thomas Weibel naît le 14 juillet 1954 à Horgen, dans le canton de Zurich. Il est originaire de la même commune et de Schongau, dans le canton de Lucerne.
Il est titulaire d'un diplôme d'ingénieur de l'École polytechnique fédérale de Zurich.
Il a le grade de major à l'armée.
Il est marié et père de quatre enfants.

## Parcours politique
D'abord membre du Parti libéral-radical de Horgen et de son comité jusqu'en 1993, il adhère ensuite aux Verts puis aux Vert'libéraux en 2004.
Il siège au Conseil cantonal de Zurich d'août 2002 à mai 2008.
Il accède au Conseil national lors des élections fédérales d'octobre 2007 grâce à l'élection de Verena Diener au Conseil des États. Il est réélu sans problème[pas clair] en octobre 2011 et octobre 2015.
Il siège au sein de la Commission de la sécurité sociale et de la santé publique (CSSS), de la Commission de gestion (CdG) jusqu'en mai 2010 puis de la Commission des transports et des télécommunications (CTT) jusqu'en novembre 2015, et enfin de la Commission des finances (CdF) à partir de décembre 2015.